# RBM48
RBM48 (англ. RNA binding motif protein 48) – білок, який кодується однойменним геном, розташованим у людей на 7-й хромосомі. Довжина поліпептидного ланцюга білка становить 367 амінокислот, а молекулярна маса — 41 808.
| 10         |  | 20         |  | 30         |  | 40         |  | 50         |
| ---------- |  | ---------- |  | ---------- |  | ---------- |  | ---------- |
| MASSGGELGS |  | LFDHHVQRAV |  | CDTRAKYREG |  | RRPRAVKVYT |  | INLESQYLLI |
| QGVPAVGVMK |  | ELVERFALYG |  | AIEQYNALDE |  | YPAEDFTEVY |  | LIKFMNLQSA |
| RTAKRKMDEQ |  | SFFGGLLHVC |  | YAPEFETVEE |  | TRKKLQMRKA |  | YVVKTTENKD |
| HYVTKKKLVT |  | EHKDTEDFRQ |  | DFHSEMSGFC |  | KAALNTSAGN |  | SNPYLPYSCE |
| LPLCYFSSKC |  | MCSSGGPVDR |  | APDSSKDGRN |  | HHKTMGHYNH |  | NDSLRKTQIN |
| SLKNSVACPG |  | AQKAITSSEA |  | VDRFMPRTTQ |  | LQERKRRRED |  | DRKLGTFLQT |
| NPTGNEIMIG |  | PLLPDISKVD |  | MHDDSLNTTA |  | NLIRHKLKEV |  | ISSVPKPPED |
| KPEDVHTSHP |  | LKQRRRI    |  |            |  |            |  |            |

A: Аланін

C: Цистеїн

D: Аспарагінова кислота

E: Глутамінова кислота

F: Фенілаланін

G: Гліцин

H: Гістидин

I: Ізолейцин

K: Лізин

L: Лейцин

M: Метіонін

N: Аспарагін

P: Пролін

Q: Глутамін

R: Аргінін

S: Серин

T: Треонін

V: Валін

Задіяний у такому біологічному процесі, як альтернативний сплайсинг. 
Білок має сайт для зв'язування з РНК. 